# ۵۳ (قمری)
۵۳ (قمری)، پنجاه و سومین سال در گاهشماری هجری قمری است. اول محرم این سال برابر با سی‌ام دسامبر سال ۶۷۲ میلادی است.